# Likasita
La likasita és un mineral de la classe dels carbonats. Rep el seu nom de la seva localitat tipus, la mina Likasi, a la República Democràtica del Congo.

## Característiques
La likasita és un nitrat de fórmula química Cu₃(NO₃)(OH)₅·2H₂O. Cristal·litza en el sistema ortoròmbic. Forma cristalls de fins a 1,5 mil·límetres, mostrant una secció rectangular. És tabular en {001}, amb {010}, {100}, {101}, {012}, {014} i {018}.
Segons la classificació de Nickel-Strunz, la likasita pertany a «05.N - Nitrats amb OH (etc.) i H₂O» juntament amb els següents minerals: mbobomkulita, hidrombobomkulita i sveïta.

## Formació i jaciments
És un mineral secundari poc comú que es troba a la zona oxidada dels dipòsits de coure. Sol trobar-se associada a altres minerals com: cuprita, brochantita, malaquita, coure, plata, buttgenbachita, gerhardtita, miersita i òxids de ferro. Va ser descoberta l'any 1955 a la mina Likasi, a Katanga (República Democràtica del Congo).